# Donna Leon
Donna Leon és una escriptora nord-americana nascuda a Nova Jersey el 28 de setembre de 1942, autora de novel·la negra.
El 1965 va marxar a estudiar a Itàlia (Perusa i Siena). Els anys posteriors els va passar viatjant per Europa i Àsia. Va treballar de guia turística a Roma, de redactora de textos publicitaris a Londres i de professora a diferents escoles nord-americanes d'Europa i Àsia, entre d'altres. Després de dedicar uns anys a la docència, va decidir abandonar-la per dedicar la totalitat del seu temps a les seves dues passions: la literatura i l'òpera.
Admiradora de Henry James, Jane Austen, Dickens i Shakespeare, és coneguda per les seves novel·les protagonitzades pel comissari venecià Guido Brunetti, personatge central de tota la seva obra i que Donna Leon va crear al començament de la dècada del 1990. Els seus llibres, traduïts a vint-i-tres idiomes, són un fenomen de crítica i vendes a Europa i als Estats Units. Des de 1981 ha residit a Venècia. A pesar de l'èxit que té el seu comissari Brunetti a tot Europa, a Venècia és gairebé una desconeguda. No vol que les seves obres es tradueixin a l'italià, i ha preferit que en el barri venecià on ha viscut tants anys l'hagin pogut tractar sempre de tu. Va abandonar Venècia, ja saturada, i es va traslladar a viure en un petit poble dels Alps suïssos.

## Reconeixements
Pel que fa a premis rebuts, d'una banda, l'any 2000, la seva novel·la Friends in High Places (Contactes a les altes esferes) va ser guardonada amb el premi Daga de Plata de la Crime Writers Association. Per altra banda, Death at La Fenice (Mort a La Fenice) va rebre el premi Suntory per la millor novel·la d'intriga. El 2016 fou guanyadora de l'11è premi Pepe Carvalho de novel·la negra, que atorga l'Ajuntament de Barcelona.

## Novel·les protagonitzades pel comissari Brunetti
Relació d'obres de l'autora, amb el títol i l'any de publicació originals i la traducció catalana, quan hi és.
- Death at La Fenice, 1992 (Mort a La Fenice, Edicions 62, 2001)
- Death in a Strange Country, 1993 (Mort en un país estrany, Edicions 62, 2001)
- Dressed for Death, 1994 (Vestit per morir, Edicions 62, 2002)
- Death and Judgment, 1996 (Mort i judici, Edicions 62, 2002)
- Acqua Alta, 1996 (Acqua alta, Edicions 62, 2001)
- Quietly in their Sleep, 1997 (Son profund, Edicions 62, 2001)
- A Noble Radiance, 1998 (Noblesa obliga, Edicions 62, 2006)
- Fatal Remedies, 1999
- Friends in High Places, 2000 (Contactes a les altes esferes, Edicions 62, 2003)
- A Sea of Troubles, 2001 (Un mar de problemes, Edicions 62, 2003)
- Wilful Behaviour, 2002
- Uniform Justice, 2003 (Justícia uniforme, Edicions 62, 2004)
- Doctored Evidence, 2004 (Proves falses, Edicions 62, 2005)
- Blood from a Stone, 2005 (Sang a les pedres, Edicions 62, 2005)
- Through a Glass, Darkly, 2006 (Cristall enverinat, Edicions 62, 2006)
- Suffer the Little Children, 2007 (Deixeu estar els nens, Edicions 62, 2007)
- The Girl of His Dreams, 2008 (La noia dels seus somnis, Edicions 62, 2008)
- About Face, 2009 (L'altra cara de la veritat, Edicions 62, 2009)
- A Question of Belief, 2010 (Qüestió de fe, Edicions 62, 2010)
- Drawing Conclusions, 2011 (Conclusions preliminars, Edicions 62, 2011)
- Beastly Things, 2012 (Carn de canó, Edicions 62, 2012)
- The Golden Egg, 2013 (L'ou d'or, Edicions 62, 2013)
- By Its Cover, 2014 (Mort entre línies, Edicions 62, 2014)
- Falling in Love, 2015 (Sang o amor, Edicions 62, 2015)
- The Waters of Eternal Youth, 2016 (Les aigües de l'eterna joventut, Edicions 62, 2016)
- Earthly Remains, 2017 (Restes mortals, Edicions 62, 2017)
- The Temptation of Forgiveness, 2018 (La temptació del perdó, Edicions 62, 2018)
- Unto Us a Son Is Given, 2019 (En nom del fill, Edicions 62, 2019)
- Trace Elements, 2020 (Amb l'aigua al coll, Edicions 62, 2020)
- Transient Desires, 2021 (Esclaus del desig, Edicions 62, 2021)
- Give Unto Others, 2022 (Doneu i se us donarà, Edicions 62, 2022)

## Traduccions al català
Després d'Acqua alta, traduïda al català el 2001, van seguir una trentena d'obres de Leon, traduïdes per Marc Rosich, Xevi Soler Muñoz, Esther Roig o Núria Parés.
En català s'ha publicat també el recull de textos Sense Brunetti (Edicions 62, 2006), reflexions de Donna Leon sobre els temes que li interessen: Venècia, la música, els llibres, Amèrica, Itàlia, la humanitat... tal com diu el títol original: On Venice, Music, People and Books.
Així mateix, s'ha traduït al català el llibre de Toni Sepeda Brunetti's Venice: Walks with the City's Best-Loved Detective, amb el títol Passejades per Venècia amb Guido Brunetti (Edicions 62, 2008), amb pròleg de la mateixa Donna Leon, una guia pels escenaris venecians de les novel·les del comissari Brunetti.